# Novo Machado
Novo Machado este un oraș în Rio Grande do Sul (RS), Brazilia.